# Dan Friel
Dan Friel is een Amerikaans zanger, gitarist, songwriter en producer. Als soloartiest heeft hij albums uitgebracht in de outsider house. Als lid van Parts & Labor en Upper Wilds maakte hij noise. In 2005 was Friel mede-oprichter van het onafhankelijke platenlabel Cardboard Records. Het label gaf muziek uit van onder andere Ecstatic Sunshine, Gowns en Pterodactyl. Friel heeft opgetreden met diverse bands en artiesten.

## Biografie
Friel groeide op in het westen van Massachusetts. Daar speelde hij tussen 1992 en 1997 in de punkband Squidlaunch, samen met onder anderen Ethan Tufts. Hierna werkte hij aan solomateriaal in zijn kelder in Bedford-Stuyvesant, een wijk in Brooklyn (New York). Op 1 juni 2001 bracht hij zijn debuutalbum Broken Man Going to Work uit. Een jaar later richtte hij de noiseband Parts & Labor op, samen met bassist B.J. Warshaw. Twee nummers van Friels debuutalbum waren de eerste nummers in het repertoire van de band.
In 2005 richtten Friel en Warshaw het onafhankelijke platenlabel Cardboard Records op. Het label bracht werk uit van onder andere Ecstatic Sunshine, Gowns en Pterodactyl. In de tussentijd bracht Friel met Parts & Labour diverse albums uit. Zo verscheen in 2006 de ep Escapers One, waarop de band afweek van de voor hun gebruikelijke noiserock. Het werk neigde meer naar de elektronische muziek die Friel als soloartiest uitbracht. In 2008 verscheen Ghost Town, het eerste album van Friel dat voor een breed publiek beschikbaar kwam.
Parts & Labour werd opgeheven in 2012. Friel tekende vervolgens bij Thrill Jockey. In 2013 bracht hij zijn eerste album bij dit label uit, Total Folklore. Met opvolger Life uit 2015 memoreerde Friel de geboorte van zijn zoon. Friels solowerk in de outsider house werd goed ontvangen door critici. Echter, hij verlangde steeds meer terug naar het bespelen van de gitaar in een band. In 2016 richtte hij Upper Wilds op, samen met bassist Zach Lehrhoff en drummer Aaron Siegel. Friel bleef daarnaast werk uitbrengen als soloartiest.

## Privéleven
Friel is getrouwd en heeft een zoon.

## Discografie
Als soloartiest
- Broken Man Going to Work, 2001
- Ghost Town, 2008
- Total Folklore, 2013
- Life, 2015
- Fanfare, 2019
- Factoryland, 2022